# Biota
|  | Per a altres significats sobre el municipi d'Aragó, vegeu «Biota (Aragó)». |

|  | No s'ha de confondre amb Biont. |

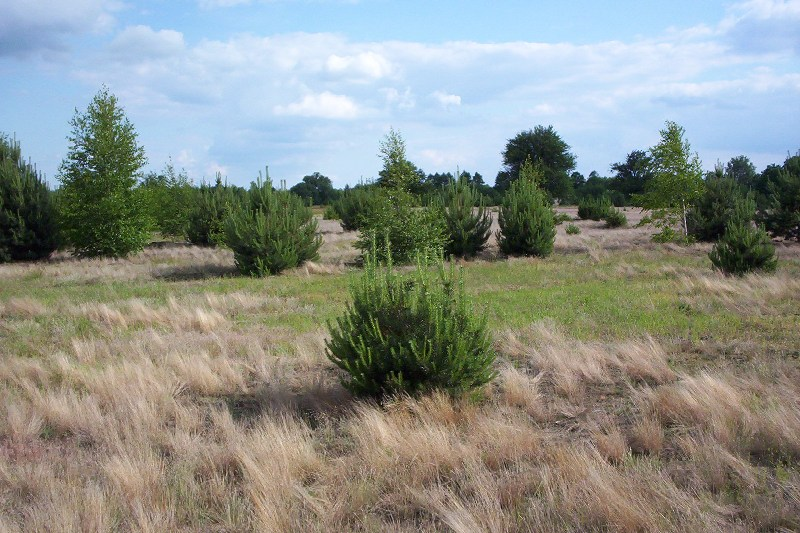
Paisatge amb arbred, arbusts i herbes autòctones.

El terme biota designa el conjunt d'espècies de plantes, animals i altres organismes que ocupen una àrea donada. Hom diu, per exemple, biota europea per referir-se a la llista d'espècies que habiten en aquest territori. La biota pot desglossar-se en flora i en fauna, segons els límits establerts en botànica i en zoologia.
El concepte es pot estendre per designar el repertori d'espècies d'un compartiment de l'ecosistema, com el sòl, la rizosfera o el fons d'un ecosistema aquàtic.
Biota no és el mateix que biocenosi. La descripció de biota conté un repertori. La corresponent a biocenosi ha de comprendre altres conceptes de la diversitat, relatius a organització i a riquesa específica. Per la mateixa raó, no s'han de considerar equivalents les expressions biosfera i biota terrestre.